# Slättandad svartspetshaj
Slättandad svartspetshaj (Carcharhinus leiodon) är en haj i familjen gråhajar som endast är vetenskapligt beskriven från ett enda exemplar, en 75 centimeter lång juvenil hane fångad i Adenviken. Av Internationella naturvårdsunionen är den rödlistad som sårbar, på grund av dess mycket begränsade utbredningsområde. Det antas att populationens storlek är liten och dess biologi och levnadssätt är okänt.
Typexemplaret fångades av Wilhelm Hein (1902) och beskrevs av Jack Garrick (1985). Artepitetet leiodon kommer av grekiskans leios, med betydelsen "slät", och odon, med betydelsen "tand".